# Microstachys
Sebastiania là một chi thực vật có hoa trong họ Đại kích

## Loài
Chi này gồm các loài sau:
- Sebastiania alpina
- Sebastiania crenulata
- Sebastiania fasciculata
- Sebastiania fruticosa
- Sebastiania howardiana
- Sebastiania huallagensis
- Sebastiania ligustrina
- Sebastiania palmeri
- Sebastiania pavoniana
- Sebastiania spicata